# Valurile Dunării (vals)
„Valurile Dunării” (în sârbă, Таласи Дунава/Talasi Dunava, engleză Waves of the Danube, germană Donauwellen) [mostră] Arhivat în 22 iulie 2011, la Wayback Machine. este un vals compus de autorul român de origine sârbă Iosif Ivanovici (în sârbă Јован Ивановић/Jovan Ivanović) și publicat pentru prima oară în 1880. Compoziția s-a bucurat de-a lungul timpului de un succes enorm, începând cu prima audiție, la Expoziția Universală din Paris, 1889. Versurile inițiale ale piesei aparțin poetului român Carol Scrob; mai târziu, pentru interpretare s-au folosit texte modificate în parte sau total.
În Statele Unite ale Americii, piesa este mult mai bine cunoscută sub titlul „The Anniversary Song”, adaptare semnată de Al Jolson și Saul Chaplin și imprimată pe disc în 1946.

## Începutul carierei
„Valurile Dunării” a fost tipărită prima oară în 1880 de către editorul Constantin Gebauer, cu o dedicație pentru soția acestuia, Emma Gebauer. În 1886, compozitorul francez Emile Waldteufel realizează o reorchestrare a piesei. Această variantă va fi prezentată trei ani mai târziu la Expoziția Universală din Paris. Din 116 compoziții candidate scrise de compozitori reputați, „Valurile Dunării” a fost aleasă pentru a reprezenta expoziția.
Poetul român Carol Scrob a scris versurile piesei. Ele au fost modificate de-a lungul timpului, astăzi fiind cunoscute mai multe variante. Una dintre ele aparține textierului Aurel Felea și a fost popularizată prin interpretarea cântăreței Corina Chiriac. O altă variantă cunoscută a fost scrisă de textierul Aurel Felea și nu conține nicio referire la textul lui Scrob.

## În film
Compoziția lui Ivanovici este cântată la pian de către personajul Marlenei Dietrich, în filmul Dezonorata (1931), realizat în S.U.A. de regizorul austriac Josef von Sternberg. Filmul biografic american The Jolson Story (1946) cuprinde versiunea Jolson/Chaplin a piesei. Alte filme ale căror coloane sonore conțin valsul sunt: Blondie's Anniversary (S.U.A., 1947), Dragoste renăscută,(S.U.A., 1980),"M.A.S.H. (sezonul 9, episodul 14)", Avalon (S.U.A., 1990), După faptă și răsplată (S.U.A., 1999), Tipic masculin (S.U.A., 2003).
„Valurile Dunării” este auzită pentru prima oară într-un film românesc în 1959, în pelicula omonimă semnată de regizorul Liviu Ciulei.

## Alte variante
Piesa a fost publicată în Statele Unite ale Americii în 1896 și în 1903, dar va deveni cunoscută aici abia o jumătate de veac mai târziu. „The Anniversary Song”, cu un nou set de versuri („Oh, how we danced on the night we were wed!”) și un aranjament semnate de Al Jolson și Saul Chaplin, dar cu numele lui Ivanovici menționat, apare prima oară pe discul single număr de catalog 23714 al casei Decca Records. Această primă înregistrare intră în clasamentul revistei Billboard în data de 7 februarie 1947, unde rămâne timp de paisprezece săptămâni și atinge poziția a doua. În doar câteva luni de zile, urmează numeroase alte versiuni: Guy Lombardo (Decca 23799), Dinah Shore (Columbia 37234), Tex Beneke și orchestra Glenn Miller (RCA Victor 20-2126), Andy Russell și Paul Weston (Capitol 368), Artie Shaw cu a sa orchestră New Music, Django Reinhardt și Quintette du Hot Club de France ș.a. Acestora li se adaugă Bing Crosby, Rosemary Clooney, Eva Cassidy, Mitch Miller, Andy Williams, Joni James, Frank Sinatra ș.a.
Piesa „Valurile Dunării” a fost popularizată în Coreea anilor 1920 de către soprana Iun Șim-doc, sub titlul „Psalmul morții”.
În China, valsul a ajuns cunoscut mulțumită filmului lui Liviu Ciulei. A fost realizată și o traducere a versurilor în limba chineză.